# دیویل (اورگن)
دیویل (به انگلیسی: Dayville) شهری در شهرستان گرنت ایالت اورگن است و در سرشماری سال ۲۰۱۱ میلادی، ۱۴۹ نفر جمعیت داشته که نسبت به سال ۲۰۱۰، ۰٫۶۷ درصد رشد جمعیت داشته‌است.